# بلبل سرخاکستری
بلبل سرخاکستری (نام علمی: Brachypodius priocephalus) عضوی از خانواده بلبلان است. این گونه بومی گات غربی در جنوب غربی هند است و از جنوب گوا تا تامیل نادو تا ارتفاعات ۱۲۰۰ متر یافت می‌شود. در نیزارها یا بیشه‌های متراکم در نزدیکی رودخانه‌ها و مناطق باتلاقی در داخل جنگل‌ها یافت می‌شود. آنها یک صدای متمایز دارند که حضور آن‌ها را در داخل پوشش گیاهی متراکم که در آن به سختی قابل تشخیص است نشان می‌دهد.